# Blodcancerförbundet
Blodcancerförbundet är en ideell förening och fungerar som intresseorganisation för dem som drabbats av blodcancer eller annan allvarlig blodsjukdom, deras närstående och personal inom hematologi.
Generalsekreterare för Blodcancerförbundet är Sofia Segergren, som tillträdde tjänsten 2024. Förbundskansliet ligger i Kristineberg, och har 6 heltidsanställda. 
Blodcancerförbundet bildades 1982 och hade 2023 cirka 5000 medlemmar i 14 lokalföreningar. Förbundet är medlem i Funktionsrätt Sverige. Förbundets medlemstidning heter Haema och kommer ut med fyra nummer per år. 
Blodcancerförbundet organiserar medlemmar med bland annat följande diagnoser: 
- Akut lymfatisk leukemi, ALL
- Akut myeloisk leukemi, AML
- Aplastisk anemi
- Essentiell trombocytos
- Hårcellsleukemi
- Kronisk lymfatisk leukemi, KLL
- Kronisk myeloisk leukemi, KML
- Lymfom
- Myelodysplastiskt syndrom, MDS
- Myelofibros
- Myelom
- Polycytemia vera
- Waldenströms sjukdom

Blodcancerförbundet producerar diagnosspecifika broschyrer som kan beställas av hematologiska avdelningar på sjukhus, samt av medlemmar. Broschyrerna tas fram i samarbete med läkare och sakkunniga, samt uppdateras kontinuerligt. 

## Blodcancerfonden
Stiftelsen Blodcancerfonden är en ideell stiftelse som bildades 1987 av Blodcancerförbundet. Fondens insamlade medel går oavkortat till stöd för forskning och utveckling inom hematologi. Fondens bankgirokonto är ett 90-konto som kontrolleras av Svensk insamlingskontroll. 